# Thelaziinae
Die Thelaziinae sind eine Unterfamilie der Rollschwänze mit über 32 Arten. Sie sind Parasiten der Augen bei Säugetieren und Vögeln, außer Thylaconema sigmura, der in der Bauchhöhle vorkommt.

## Merkmale
Thelaziinae sind Thelaziidae bei denen die innere Auskleidung der Mundhöhle keine Zähne trägt. Der Ösophagus ist ungeteilt. Die Vulva liegt, mit Ausnahme von Hempelia, in der vorderen Körperhälfte. Das Hinterende ist bei beiden Geschlechtern gewöhnlich abgerundet.

## Systematik
In der aktuellen Systematik von Hodda (2022) wird die Unterfamilie in sechs Gattungen gegliedert:
- Ceratospira Schneider, 1866
- Hempelia Vaz, 1937
- Pancreatonema McVicar & Gibson, 1975
- Pericyema Railliet, 1925
- Thelazia Bosc in Blainville, 1819
- Thylaconema Chandler, 1929